# فلاپر
فلاپر (به انگلیسی: Flapper) در آمریکا در دهه ۱۹۲۰ به زنان جوانی گفته می‌شد که دامن کوتاه می‌پوشیدند، موهایشان را کوتاه می‌کردند، جاز گوش می‌کردند، سیگار می‌کشیدند و مشروب سنگین می‌نوشیدند و آرایش غلیظ می‌کردند و رابطه جنسی غیر جدی برقرار می‌کردند و قیافه پسرانه بدون پستان داشتند.